# دون بينغهام
دون بينغهام (بالإنجليزية: Don Bingham)‏ هو لاعب كرة قدم أمريكية أمريكي، ولد في 7 نوفمبر 1929 في شاتوك في الولايات المتحدة، وتوفي في 17 يوليو 1997 في مقاطعة فانين في الولايات المتحدة.

## وصلات خارجية
- دون بينغهام على موقع مرجع كرة القدم المحترفة.كوم (الإنجليزية)
- دون بينغهام على موقع JustSportsStats.com (الإنجليزية)